# Waterlands
Waterlands is een Nederlands dialect dat wordt gesproken in een gebied dat tussen de Zaanstreek en het IJ ligt. Het betreffende gebied wordt ook wel Waterland genoemd. 
Het dialect vertoont overeenkomst met andere Noord-Hollandse tongvallen als het Zaans en het West-Fries. 

## Ondervormen
De bekendste Waterlandse dialecten zijn Volendams en Markens.
Het Volendams geniet nog de meeste bekendheid. Dit dialect wordt alleen in het dorp Volendam gesproken en is daar tot op de dag van vandaag de normale omgangstaal. Het Volendams wijkt op veel punten af van het andere Waterlands. Dit heeft verschillende oorzaken. Als rooms-katholiek dorp in een verder protestants gebied was Volendam al een buitenbeentje; de afgelegen ligging en de dorper economie die met de visserij niet op Waterland maar op de Zuiderzee gericht was, maakten dat het Volendams zich op een eigen wijze kon ontwikkelen. In de 19e eeuw kwamen vele Schokkers (inwoners van Schokland) naar Volendam, omdat hun eigen eiland werd ontruimd. Hun dialect, het Schokkers, heeft veel invloed gehad op het Volendams. Hierdoor is het Volendams duidelijk anders dan het overige Waterlands.

## Studie
De Waterlandse dialecten zijn uitvoerig beschreven door de Nijmeegse taalkundige Jac. van Ginneken, in zijn boek Drie Waterlandse dialecten. Hij behandelt hier het Markens, het Volendams en het dialect van Monnickendam, dat model staat voor het "gewone" Waterlands.

## Bedreigde/verdwenen dialecten
Door sterke immigratie vanuit Amsterdam, waardoor het Amsterdamse stadsdialect wordt geëxporteerd, staat vooral het dialect van Purmerend onder zeer zware druk.

## Vergelijking
De verschillende Noord-Hollandse dialecten zijn vaak onderzocht. Reeds in 1935 presenteerde K. Heeroma als proefschrift een vergelijkende studie van de Noord- en Zuid-Hollandse dialecten, Hollandse Dialectstudies. Onderstaand zijn op basis van zijn studie verschillende vormen in de Noord-Hollandse dialecten opgegeven; om de vergelijking duidelijker te maken is voor een aangepast fonetisch schrift gekozen.
Hierin staan E voor de "i" van "bit", i voor de "ie" van "lied", å voor de "platte" ao die je in Noord-Holland wel hoort, en y voor uu. De u is een "oe". Het puntje achter een klank betekent dat deze lang klinkt (E. = lange ih). Het teken ə staat voor de "stomme e", die van beneden.
De x geeft de ch weer.  
| Tessels | Wierings | Enkhuizens | Pettens | Egmonds | Markens | Volendams | Oostzaans | Standaardnederlands |
| skE.p   | skE.p    | skE.p      | skɛip   | ske.p   | sxE.ip  | skaip     | ske.p     | sxa.p "schaap"      |
| skE.r   | skE.r    | skE.r      | skE.r   | skE.r   | sxE.r   | skåir     | skE.r     | sxa.r "schaar"      |
| grE.w   | grE.w    | grE.w      | grE.w   | gra.w   | grE.iw  | graiw     | gre.w     | gróuw "grauw"       |
| bla.w   | bla.w    | blóuw      | blóuw   | bla.w   | bla.w   | blaiw     | bla.w     | blóuw "blauw"       |
| dra.jə  | dro.jə   | dra.jə     | drå.jə  | drå.jə  | drå.jə  | dra.jə    | drå.jə    | dra.je "draaien"    |
| blyvə   | bli.və   | bli.və     | blaivə  | blaivə  | blaivə  | blE.və    | bla.ive   | blɛivə "blijven"    |
| sne.jə  | snɛiə    | snɛie      | snå.jə  | snaiə   | sna.jə  | snE.jə    | snå.jə    | snɛide "snijden"    |
| rupə    | rupə     | rupə       | rupə    | rupə    | ro.pə   | rupə      | rupə      | rupə "roepen"       |
| sukə    | sukə     | sukə       | sukə    | sukə    | so.kə   | sukə      | sukə      | zukə "zoeken        |
| gruən   | gru.n    | grun       | grun    | grun    | grun    | grun      | grun      | grun "groen"        |
| hys     | hys      | ys         | hüis    | òis     | üis     | ö.s       | hüis      | hüis "huis"         |
| döwə    | dóuwə    | dóuwə      | dóuwə   | dóuwə   | dóuwə   | dywə      | dóuwə     | dywə "duwen"        |
| röw     | róuw     | róuw       | róuw    | róuw    | ryw     | rö.w      | róuw      | ryw "ruw"           |
| bE.rt   | bE.rt    | bE.rt      | bE.rt   | bE.rt   | ba.rt   | båirt     | bE.rt     | ba.rt "baard"       |
| hórsəs  | harsəs   | årsəs      | harsəs  | arsəns  | arsəns  | arsəs     | harsəs    | hersəns "hersens"   |
| kint    | kin      | kEnt       | kEnt    | kEnt    | kɛint   | kE.nt     | kEnt      | kEnt "kind"         |
| swip    | swip     | zwip       | zwyp    | zwip    | zwip    | zwyp      | swyp      | zwe.p "zweep"       |
| nöw     | nóuw     | nɛi        | nyw     | niw     | nyw     | nyw       | nyw       | niw "nieuw"         |